# Vot de silenci
El vot de silenci és una pràctica piadosa o de penitència, però que no constitueix un dels vots monàstics (els tres vots de pobresa, obediència i castedat). No obstant això, està molt estesa, fins i tot en la bibliografia, la seva atribució a algun orde religiós catòlic (com els cartoixans o els trapencs), encara que cap d'ells la professa de forma generalitzada.
Sí que existeix un "vot", entès com a promesa temporal, que segueixen els seglars durant certes processons, pel qual prometen guardar silenci mentre dura la processó. Una de les més importants del cicle de la Setmana Santa és precisament l'anomenada Processó del Silenci.
Individualment hi ha hagut religiosos que voluntàriament decideixen fer aquest tipus de vot, però pel que fa a les constitucions i regles dels ordes contemplatius, no apareix en cap d'elles.
Sant Benet parla dins la seva Regla (Regula Monachorum o Regula Monasteriorum) d'evitar la conversa innecessària, però mai prohibeix parlar (ja que impediria la comunicació entre persones que viuen en una comunitat, i cerquen precisament certes característiques pròpies de la vida en comú, al contrari que els ermitans). La pràctica del silenci estaria emmarcada dins del que Sant Benet anomenava conversio morum suorum ("conversió de costums"), és a dir, comportar-se pròpiament com un monjo, però sense fer vot de cap tipus, simplement assumint el silenci per respecte envers un lloc i una comunitat d'oració.
Entre els cistercencs d'estricta observança des del segle xvii fins als anys 1960, després del Concili Vaticà II, es practicava un codi de signes gestuals, però això s'emprava únicament en zones on no s'havia de parlar, com ara el claustre o l'oratori.